# Polyandrocarpa glandulosa
Polyandrocarpa glandulosa är en sjöpungsart som beskrevs av Monniot 1987. Polyandrocarpa glandulosa ingår i släktet Polyandrocarpa och familjen Styelidae. Inga underarter finns listade i Catalogue of Life.